# Lothar Mendes
Pour les articles homonymes, voir Mendes.
Lothar Mendes est un réalisateur juif allemand né le 19 mai 1894 à Berlin en Allemagne et mort le 25 février 1974 à Londres au Royaume-Uni.

## Biographie
Lothar Mendes suit l'enseignement théâtral de Max Reinhardt. Il commence sa carrière de réalisateur en 1921 en Allemagne et en Autriche. Son dernier film allemand Die Drei Kuckucksuhren (1925) est considéré comme le meilleur de cette période.
Il rejoint Hollywood en 1926. Il épouse la star du muet Dorothy Mackaill. Au début des années trente, il travaille pour la Paramount Pictures avec laquelle il réalise des drames. Il coréalise les films à sketch Parade (1930) et If I Had a Million.
Il poursuit ensuite sa carrière en Angleterre, après la prise de pouvoir de Hitler, à cause de ses origines juives. Il réalise Le Juif Süss, un film anti-nazi en 1934 avec Conrad Veidt. Il s'illustre dans un film fantastique en 1937 avec The Man Who Could Work Miracles et en 1938 avec un film romantique sur la vie du pianiste polonais Jan Paderewski, Moonlight Sonata, sorti en France sous le titre d'Ignace Jan Paderewski.
Après le début de la Seconde Guerre mondiale, Lothar Mendes repart pour Hollywood. Il ne tourne que des films sans importance et quitte le cinéma en 1946.

## Filmographie
- 1921 : Deportiert
- 1921 : Der Abenteuer
- 1921 : Das Geheimnis der Santa Maria
- 1922 : Scheine des Todes
- 1923 : S.O.S. die Insel der Tränen
- 1924 : Der Mönch von Santarem
- 1925 : L'Amour aveugle (Liebe Macht Blind)
- 1926 : Prince of Tempters
- 1928 : A Night of Mystery
- 1928 : Adventure Mad
- 1928 : Interférences (Interference)
- 1928 : La Rue des péchés (Street of Sin)
- 1929 : Les Quatre Plumes blanches (The Four Feathers), coréalisé avec Merian C. Cooper et Ernest B. Schoedsack
- 1929 : La Danseuse de corde (Dangerous Curves)
- 1929 : Illusion
- 1929 : The Marriage Playground
- 1930 : Paramount on Parade
- 1931 : Monsieur des dames (Ladies' Man), réalisateur et acteur
- 1931 : Personal Maid, réalisateur et producteur
- 1932 : Si j'avais un million (If I Had a Million)
- 1932 : Payment Deferred
- 1932 : Strangers in Love
- 1933 : Paquebot de luxe (Luxury Liner)
- 1934 : Le Juif Süss (Jew Suss)
- 1936 : L'Homme qui faisait des miracles (The Man Who Could Work Miracles)
- 1937 : Sonate au clair de lune (Moonlight Sonata), réalisateur et producteur
- 1941 : Escadrille internationale (International Squadron)
- 1942 : Nazi Agent, scénariste, film de Jules Dassin)
- 1943 : Perdue sous les tropiques (Flight for Freedom)
- 1944 : Tampico
- 1946 : Les murs s'effondrent (The Walls Came Tumbling Down)